# 1959年の国鉄スワローズ
1959年の国鉄スワローズ（1959ねんのこくてつスワローズ）では、1959年の国鉄スワローズの動向をまとめる。
この年の国鉄スワローズは、宇野光雄監督の4年目のシーズンである。

## 概要
チームは4月からまずまずの滑り出しで、6月には阪神に代わり2位に浮上するなど、阪神・中日・広島との4球団で2位を争った。しかし、エースの金田正一など、投手陣の好投を打線が見殺しにする試合も多く、8月にはBクラスに転落。その後も2位争いを繰り広げたものの、最終成績は63勝65敗2分。宇野監督就任の年から4年連続で4位となった。また、この数年、互角の戦いを繰り広げていた巨人に8勝18敗と負け越したのが響いて、勝率5割入りはならなかった。
10年目の金田が313奪三振で最多奪三振を獲得するなど、投手陣は防御率3.19とリーグ5位ながら、リーグ3位の739奪三振を記録した。打撃陣は盗塁数リーグ3位、打率もリーグ4位とまずまずだったが、62本塁打の長打力不足はどうしようもなかった。
また、この年は金田がA級10年選手を獲得するシーズン、前年（1958年）にA級10年選手となった大阪タイガースの田宮謙次郎は、契約金3000万円で大毎に移籍、金田はボーナスや契約金が田宮以上になると思っていたが、A級10年選手の契約金がつり上がるのを恐れたコミッショナー側は「ボーナス制度」を発表、「ボーナスは契約金の2倍」「プラスアルファの参加報酬は年俸の20%」と制限した。当時、金田の年俸は900万円だったため、ボーナスは1800円+1080万円の計2880万円が上限となり、この不満がナインに対する八つ当たりとなってしまう。西垣徳雄コーチと北原広男球団代表は金田と三者会談を行い、「金田あっての国鉄スワローズ、貧乏球団だが、限度額一杯払う」と引き止めた結果、11月26日に金田との再契約を発表した。しかし、4年後、金田は新たにB級10年選手の特権を使用して巨人へ移籍する。
この年の3月1日、後年、スワローズの歴史にも大きくかかわることになるフジテレビが開局し、初代社長には後にスワローズのオーナーも務めた水野成夫が就任（1963年11月から鹿内信隆に交代した）し、以後、ナイター中継などを介しつつ、スワローズとの関係を次第に深めていく。

## チーム成績

### レギュラーシーズン
| 1 | 右 | 町田行彦   |
| 2 | 遊 | 渡辺礼次郎 |
| 3 | 左 | 岩下守道   |
| 4 | 二 | 箱田淳     |
| 5 | 中 | 松田清     |
| 6 | 一 | 飯田徳治   |
| 7 | 三 | 西岡清吉   |
| 8 | 捕 | 根来広光   |
| 9 | 投 | 金田正一   |

| 順位 | 4月終了時 | 4月終了時 | 5月終了時 | 5月終了時 | 6月終了時 | 6月終了時 | 7月終了時 | 7月終了時 | 8月終了時 | 8月終了時 | 9月終了時 | 9月終了時 | 最終成績 | 最終成績 |
| ---- | --------- | --------- | --------- | --------- | --------- | --------- | --------- | --------- | --------- | --------- | --------- | --------- | -------- | -------- |
| 1位  | 巨人      | --        | 巨人      | --        | 巨人      | --        | 巨人      | --        | 巨人      | --        | 巨人      | --        | 巨人     | --       |
| 2位  | 中日      | 4.0       | 国鉄      | 4.5       | 国鉄      | 9.5       | 大阪      | 10.5      | 大阪      | 12.0      | 中日      | 13.5      | 大阪     | 13.0     |
| 3位  | 国鉄      | 5.5       | 中日      | 8.5       | 大阪      | 11.0      | 国鉄      | 12.5      | 中日      | 13.5      | 大阪      | 13.5      | 中日     | 13.0     |
| 4位  | 広島      | 8.0       | 大阪      | 9.5       | 広島      | 15.0      | 中日      | 17.0      | 国鉄      | 14.0      | 国鉄      | 14.5      | 国鉄     | 15.5     |
| 5位  | 大阪      | 8.5       | 大洋      | 10.5      | 中日      | 18.0      | 広島      | 17.5      | 広島      | 16.0      | 広島      | 16.5      | 広島     | 17.0     |
| 6位  | 大洋      | 10.0      | 広島      | 12.0      | 大洋      | 18.5      | 大洋      | 20.5      | 大洋      | 22.5      | 大洋      | 26.0      | 大洋     | 28.5     |

| 順位 | 球団             | 勝 | 敗 | 分 | 勝率 | 差   |
| 1位  | 読売ジャイアンツ | 77 | 48 | 5  | .616 | 優勝 |
| 2位  | 大阪タイガース   | 62 | 59 | 9  | .512 | 13.0 |
| 2位  | 中日ドラゴンズ   | 64 | 61 | 5  | .512 | 13.0 |
| 4位  | 国鉄スワローズ   | 63 | 65 | 2  | .492 | 15.5 |
| 5位  | 広島カープ       | 59 | 64 | 7  | .480 | 17.0 |
| 6位  | 大洋ホエールズ   | 49 | 77 | 4  | .389 | 28.5 |

## オールスターゲーム1959
| コーチ     | 宇野光雄 |          |
| ファン投票 | 選出なし |          |
| 監督推薦   | 金田正一 | 北川芳男 |
| 補充選手   | 飯田徳治 |          |

## できごと
- 11月26日 - A級10年選手となった金田正一、球団と再契約。

## 表彰選手
| リーグ・リーダー | リーグ・リーダー | リーグ・リーダー | リーグ・リーダー |
| 選手名           | タイトル         | 成績             | 回数             |
| ---------------- | ---------------- | ---------------- | ---------------- |
| 金田正一         | 最多奪三振       | 313個            | 2年連続7度目     |

| ベストナイン |
| ------------ |
| 選出なし     |